# Glaisdale (North Yorkshire)
Glaisdale is een civil parish in het bestuurlijke gebied Scarborough, in het Engelse graafschap North Yorkshire met 1018 inwoners.